# نقاب فو مانچو
نقاب فو مانچو (انگلیسی: The Mask of Fu Manchu) یک فیلم ماجرایی به کارگردانی چارلز برابین و چارلز ویدور است که در سال ۱۹۳۲ منتشر شد.
«نقاب فو مانچو» دربارهٔ تلاشِ «فو مانچو» و پیروانش، در یافتنِ شمشیر و نقاب چنگیزخان است. این فیلم، از معدود فیلم‌هایی است که ویلیام راندولف هیرست و کمپانی‌اش تهیه کرده و در آن هنرپیشهٔ محبوبش ماریون دیویس بازی نمی‌کند.
پس از اکران این فیلم، دولتِ چین، آن را موردِ انتقاد قرار داده و سفارت چین در واشینگتن، به دلیلِ چهرهٔ خصمانه‌ای که این فیلم از چینی‌ها نشان می‌دهد، یک شکایت قضایی رسمی را آغاز نمود؛ به ویژه آنجایی که «فو مانچو» به پیروانش می گوید «مردان سفیدپوست را بکشید و زنانشان را تصاحب کنید» به‌شدت مورد اعتراض واقع شد. منتقدان فیلم هم، اعتراض‌هایی به صحنه‌های خشن و جنسی فیلم داشتند. با این حال فیلم در گیشه موفق بود و ۶۲۰۰۰ دلار آمریکا، "سود" داشت.

## بازیگران
- بوریس کارلوف
- لوئیس استون
- میرنا لوی
- کارن مورلی
- چارلز استارت
- ژان هرشولت
- لارنس گرانت
- دیوید تورنس
- سی. مانتگیو شا